# Sören Blanking
Sören Inge Villiam Blanking, född den 20 mars 1936, död den 28 april 2023 i Eringsboda distrikt, var en svensk reklamman och författare.
Han började som journalist på Östgötabladet i Vadstena och fortsatte som riksdagsreporter på TT. Blanking grundade och drev Sören Blanking Annonsbyrå och är far till formgivaren Jonas Blanking.